# 特里圖茲納河
特里圖茲納河（烏克蘭語：Тритузна），是烏克蘭的河流，位於該國東部，屬於莫克拉蘇拉河的右支流，發源自赫里霍里夫卡附近，流經第聶伯羅彼得羅夫斯克州，河道全長30公里，流域面積289平方公里。